# Paul Vigouroux
Paul Vigouroux (1919–1980), también conocido como Mathieu Laurier, fue un activista político y anticomunista francés. Fue miembro de Jeunesses Patriotes, La Cagoule y fue secretario general del Parti français national-collectiviste (PFNC), partido político que fue uno de los precursores de la Legión de Voluntarios Franceses Contra el Bolchevismo.
Nació el 24 de mayo de 1919 en el distrito 11 de París, Francia.
Después de la ocupación francesa por Alemania en 1941, se ofreció como voluntario para luchar contra la Unión Soviética en el Frente Oriental con la Legión de Voluntarios Franceses. En 1942 se unió a Franc-Garde, el brazo armado de la fuerza paramilitar Milice. También editó Au Pilori, un periódico antisemita.
Tras la Liberación de Francia huyó a Venezuela, donde escribió sus memorias bajo el seudónimo de Mathieu Laurier.